# Bilbil szarobrzuchy
Bilbil szarobrzuchy (Rubigula cyaniventris) – gatunek małego ptaka z rodziny bilbili (Pycnonotidae). Występuje w Azji Południowo-Wschodniej. Jest bliski zagrożenia wyginięciem.
Zasięg występowaniaBilbil szarobrzuchy występuje w Azji Południowo-Wschodniej – w Brunei, Indonezji, Mjanmie, Malezji i Tajlandii; w Singapurze wymarł.
SystematykaTakson ten jest przez część autorów umieszczany w rodzaju Rubigula, inni zaliczają go do Ixodia; oba te rodzaje zostały wydzielone z Pycnonotus.
Wyróżniono dwa podgatunki R. cyaniventris:
- R. cyaniventris cyaniventris – Półwysep Malajski, Sumatra i Sipura;
- R. cyaniventris paroticalis – Borneo.

MorfologiaDługość ciała 16–17 cm; masa ciała 19–24 g.
BiotopJego naturalnym środowiskiem występowania są subtropikalne i tropikalne wilgotne lasy od nizin po niższe góry (maksymalnie do 1400 m n.p.m.).
PożywienieŻywi się owocami, m.in. figami; przypuszczalnie dietę uzupełnia owadami.
RozródSezon lęgowy trwa zwykle od grudnia do marca; na Borneo także w sierpniu i listopadzie. W zniesieniu zwykle 2–3 jaja. Pisklętami opiekują się oboje rodzice.
Status zagrożeniaPoprzez działalność człowieka znacznie kurczą się tereny jego występowania, toteż Międzynarodowa Unia Ochrony Przyrody (IUCN) od 2000 roku klasyfikuje go jako gatunek bliski zagrożenia (NT – near threatened); wcześniej, od 1988 roku miał on status gatunku najmniejszej troski (LC – least concern).